# Inventaire participatif
 (août 2024).
Si vous disposez d'ouvrages ou d'articles de référence ou si vous connaissez des sites web de qualité traitant du thème abordé ici, merci de compléter l'article en donnant les références utiles à sa vérifiabilité et en les liant à la section « Notes et références ».
Dans tout domaine scientifique, le concept d'inventaire participatif qualifie généralement les démarches d'inventaires dans lesquelles les contributeurs dépassent le cadre d'expertise conventionnel des scientifiques qualifiés.
Les inventaires participatifs relèvent d'une démarche de sciences participatives, dont ils sont une des manifestations majeures. Ils concernent des champs variés de la connaissance, en particulier le patrimoine naturel et culturel.
La mise en place d'un inventaire participatif peut être le fait des scientifiques, des citoyens, des responsables politiques, ou d'une conjonction de ces différents acteurs. Au-delà de ses attendus pour l'objet scientifique concerné, l'inventaire participatif peut aussi poursuivre d'autres objectifs (éducatifs, économiques), lesquels peuvent se recouper.